# Шонанов, Телжан
Телжан Шонанов (каз. Телжан Шонанұлы; 17 декабря 1894, село имени Кулумбетова, Иргизский уезд, Тургайская область, Российская империя — 27 февраля 1938, Алма-Ата) — казахский общественный деятель, лингвист, тюрколог.

## Биография
Родился 17 декабря 1894 года в ауле № 4 Иргизского уезда. Происходит из рода шомекей племени алимулы.
Окончил Иргизское русско-казахское училище (1912), Казахский институт просвещения (1916).
Работал учителем в Иргизском уезде, в Оренбурге в Академическом центре при Народном комиссариате просвещения (1922—1926).
В 1926—1929 годах работал преподавателем казахского института народного просвещения в Кызылорде. В 1926 году совместно с Ахметом Байтурсыновым составил учебное пособие для школьников.
В 1929 году переехал в Алма-Ату, где работал в Наркомпросе Казахской АССР. До 1934 года преподавал в Казахском педагогическом институте, писал школьные учебники и учебные программы.
С 1935 года работал доцентом в Казахском государственном университете. За период с 1923 по 1937 годы написал 32 учебника, 72 статьи.
Арестован 20 июля 1937 года. Приговором «тройки» Военной коллегии Верховного Суда СССР 27 февраля 1938 года приговорен к расстрелу. Реабилитирован 18 сентября 1992 года Генеральной прокуратурой РК за отсутствием состава преступления.